# Oni-Tensei
Oni-Tensei (яп. 鬼点睛) — четырёхсерийный порнографический аниме-сериал с элементами ужасов и мистики. Создан студиями Studio Gazelle и Green Bunny.

## Сюжет
В городе совершена серия жестоких убийств, жертвами которых являются как мужчины, так и женщины. Тринадцать членов мафиозной группировки и несколько мирных жителей были убиты каким-то хищным животным. За расследование берётся детектив Рэйко Курэ и вскоре выходит на единственного выжившего свидетеля — тихую и скромную девушку по имени Эмма, у которой на спине имеется огромная татуировка, изображающая демона. В ходе расследования женщина-детектив выясняет ужасающие подробности — убийцей является оживающий демон-татуировка Эммы, который пробуждается всякий раз, когда кто-либо из жертв пытался заняться сексом с повелительницей татуировки. При этом мужчины были зверски убиты, а каждая женщина — беспощадно изнасилована. Эмму берут под полицейскую охрану. Но каждый оставшийся с ней мужчина по неизвестной причине был жестоко убит, а каждая женщина — изнасилована. Пройдя вместе с малышкой все испытания и разгадав её тайну, Рэйко принимает Эмму такой, какая она есть. Расследование и общая ситуация осложняются тем, что изначально, не имея никаких зацепок к раскрытию дела, кроме безукоризненно выполненной татуировки невинной Эммы, Рэйко углубляется в это необычное дело и, взяв Эмму под свою защиту, влюбляется в неё.

## Персонажи
- Нодзоми (яп. のぞみ Нодзоми) — девушка с татуировкой демона.
- Рэйко (яп. 麗子 Рейко) — девушка-детектив, защищающая Нодзоми.
- Хакуба (яп. 白馬 Хакуба) — бывший ученик татуировщика и скульптора.
- Коллега (яп. 準) — загадочная девушка, преследующая Нодзоми.

## Медиа

### Аниме
Производством занимались студия Studio Gazelle совместно с Green Bunny и AIC. Режиссер — Нобухиро Кондо, сценарист — Рёта Ямагути, дизайн персонажей — Нагао Хитоси. Транслировалась с 25 марта 2000 года по 25 сентября 2000 года. Всего выпущены 4 серии аниме.
| Список серий | Список серий       | Список серий        |
| № серии      | Название           | Трансляция в Японии |
| ------------ | ------------------ | ------------------- |
| 1            | «The Incubus Mark» |                     |
| 2            | «Blood and Ink»    |                     |
| 3            | «A Woman’s Fury»   |                     |
| 4            | «A Demon’s Horn»   |                     |

## Критика
Хелен Маккарти в книге «500 важнейших аниме» пишет, что сюжет в Oni-Tensei достаточно интересен, чтобы привлечь более широкую аудиторию, «чем обычно получает порнография». Она называет некоторые побочные сюжетные линии «захватывающими»; хвалит анимацию, дизайн, детализированные задние планы, и отзывается об Oni-Tensei как об одном из наиболее интересных фильмов ужасов своего времени.